# Stephan Rehm Rozanes
Stephan Rehm Rozanes (geborener Stephan Rehm, * 17. Oktober 1980 in München) ist ein deutscher Journalist und Autor.

## Leben und Karriere
Nach dem Abitur am Gymnasium Dorfen studierte er an der LMU München und der VIU in Venedig Politikwissenschaft M.A., Anglistik und Soziologie Währenddessen leitete er die Musikredaktion beim Aus- und Fortbildungsradiosender M94.5. 2007 stieß er zum Musikexpress, wo er aktuell (Stand 2025) als Managing Editor und Mitglied der Chefredaktion arbeitet. Im Laufe seiner dortigen Tätigkeit interviewte er Künstler wie Beastie Boys, Damon Albarn, Beth Ditto, Mike Patton und Helge Schneider. 
Von 2013 bis 2019 moderierte Rehm Rozanes zusammen mit Simon Frontzek die Radiosendung In die Nacht auf dem Jugendsender des Bayerischen Rundfunks, Puls. 2020 moderierte er gemeinsam mit Fabian Soethof den Podcast Never Forget – der 90er-Podcast, der 2024 in die zweite Staffel ging. Zu den Gästen der Reihe zählten Popmusiker wie Thees Uhlmann, Blümchen, Johannes Oerding, Jan Müller von Tocotronic, Luci van Org und Afrob. 
2021 erschien sein erstes Buch Die Ärzte. 100 Seiten, für das er Interviews mit Bela B und Farin Urlaub führte. Für sein 2022 veröffentlichtes Buch The Show Must Go On: Queen – die Bandbiographie sprach er mit Brian May und Roger Taylor. Im selben Jahr erschien sein zusammen mit Fabian Soethof verfasstes Buch Back for Good: Warum uns die Musik der 90er nicht loslässt. Für den Band führten die Autoren Interviews mit Musikern wie Noel Gallagher, Echt, DJ BoBo, Bernadette La Hengst und Ellen Allien.
Als freier Mitarbeiter arbeitete er für Zeitschriften wie MusikWoche, Prinz und MUH. Seit 2024 ist er als Autor für den von Markus Kavka und Jennifer Weist moderierten Podcast Fuck you very, very much! Beef im Music-Biz, herausgegeben von ARD Kultur, tätig. Seit 2023 ist er regelmäßiger Gast in der Radiosendung SoundCheck auf Radio Eins des RBB.
Rehm Rozanes ist seit 2014 mit der Journalistin Shani Rozanes verheiratet und lebt mit den drei gemeinsamen Kindern in Berlin.

## Werke

### Bücher
- Die Ärzte. 100 Seiten. Reclam, Ditzingen 2021, ISBN 978-3-15-961899-9.
- The Show Must Go On: Queen – die Bandbiographie. Reclam, Ditzingen 2022, ISBN 978-3-15-011495-7.
- mit Fabian Soethof: Back for Good: Warum uns die Musik der 90er nicht loslässt. Reclam, Ditzingen 2024, ISBN 978-3-15-011481-0.

### Weitere Veröffentlichungen
- The World Of Music Video. Hatje Cantz, Berlin 2022 (Katalogtexte zur Großausstellung im Weltkulturerbe Völklinger Hütte)[10]